# Bombardamenti di Avezzano
I bombardamenti di Avezzano avvennero nell'omonima città abruzzese dal mese di settembre 1943 al mese di maggio 1944. Furono effettuati dalle forze aeree alleate per scardinare il sistema viario e ferroviario, all'imbocco della direttrice Sora-Cassino-Napoli e lungo l'asse Roma-Pescara, e per impedire il rifornimento di armi e munizioni al quartier generale delle forze armate tedesche asserragliato nel vicino castello medievale di Albe. 
Le vittime nella città della Marsica furono 94, i feriti 504. I danni calcolati furono pari a oltre il 70% del patrimonio architettonico ricostruito in seguito al disastroso terremoto del 1915.

## Il contesto storico

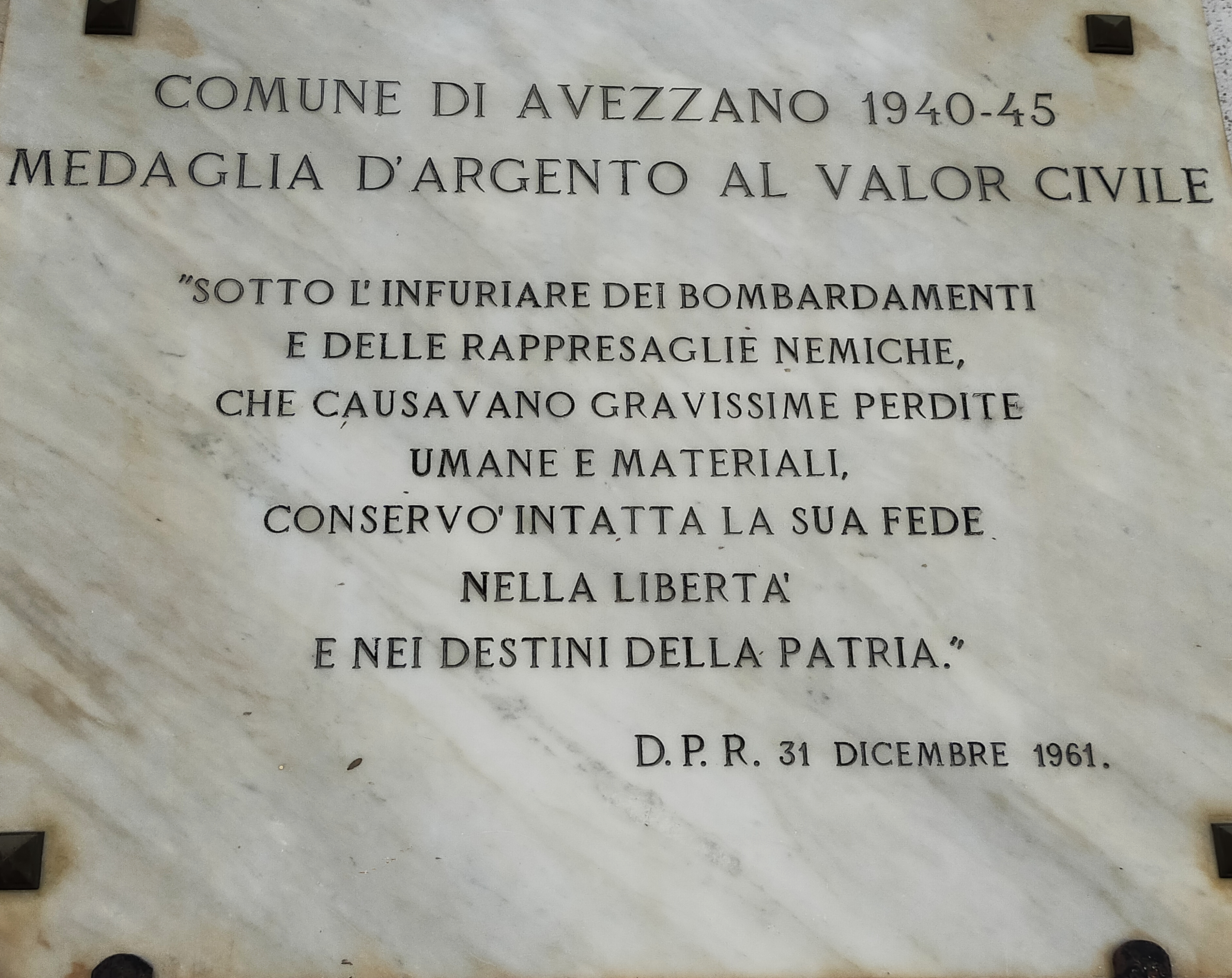
Targa del conferimento della Medaglia d'argento al merito civile posta nel palazzo municipale

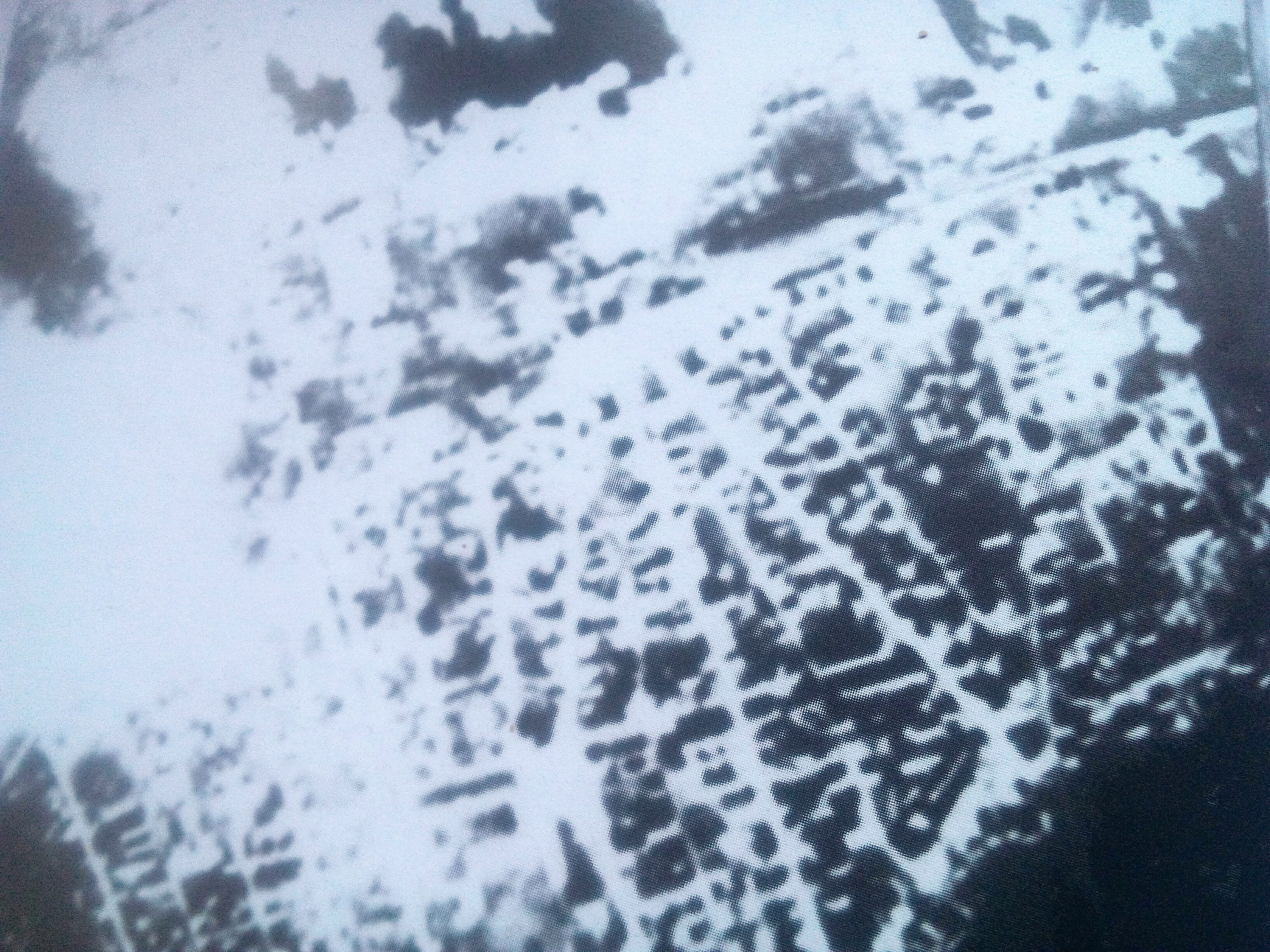
Bombardamento aereo del 19 marzo 1944

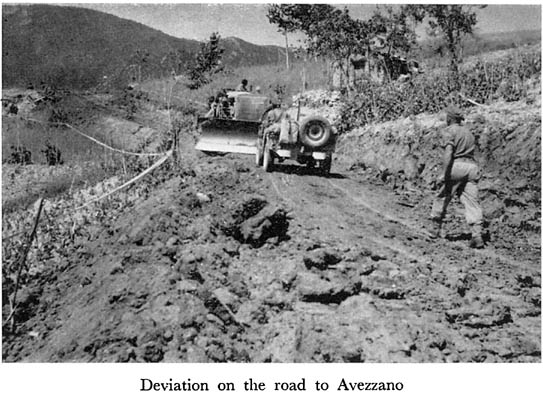
La ricostruzione stradale che consentì ai mezzi motorizzati del 26º battaglione - 2ª divisione del New Zealand Army di viaggiare verso Avezzano

La campagna d'Italia della seconda guerra mondiale caratterizzò il periodo 1943-1945. Gli Alleati anglo-americani con il supporto delle divisioni militarizzate di altre nazionalità ebbero il compito di sconfiggere i nazi-fascisti liberando il territorio italiano dall'oppressione delle SS e della Wehrmacht. Nel centro nord della penisola l'opposizione antifascista ostacolò l'occupazione tedesca che invece nel settore meridionale si stabilì in postazioni strategiche per la difesa delle coste e delle aree interne, soprattutto dopo lo sbarco in Sicilia. Adolf Hitler inviò al feldmaresciallo Albert Kesselring uomini e mezzi nell'eventualità di una resa degli italiani. Resa che avvenne di fatto dopo la destituzione di Benito Mussolini che fu detenuto sul Gran Sasso, la caduta del fascismo e soprattutto dopo l'armistizio di Cassibile firmato il 3 settembre 1943 dal Governo Badoglio I con gli Alleati e ufficializzato pubblicamente cinque giorni dopo.
Di lì a poco, in seguito all'operazione Quercia e all'esfiltrazione di Mussolini, ebbe inizio la Resistenza partigiana e la guerra di liberazione italiana. Le forze armate cobelligeranti si riunirono nel Corpo Italiano di Liberazione in supporto agli anglo-americani nel Regno del Sud, mentre le forze armate tedesche, coadiuvate nel Nord Italia ma anche nel Lazio e in Abruzzo dai fascisti della costituita Repubblica Sociale Italiana, scelsero per motivi logistici di presidiare le aree montane più impervie dell'appennino centro-meridionale. L'obiettivo iniziale degli Alleati era quello di liberare il Sud Italia e la capitale attraverso azioni militari capaci di richiamare nella penisola il maggior numero possibile di reparti militari tedeschi per decongestionare il fronte orientale, in vista dell'operazione Overlord e del programmato sbarco in Normandia.
Dopo i primi bombardamenti di Roma, colpita nonostante le rassicurazioni di esclusione dalla lista degli obiettivi aerei alleati e la successiva dichiarazione di città aperta, i reparti militari anglo-americani raggiunsero in massa la penisola. Con l'avvio delle operazioni Baytown in Calabria, Slapstick a Taranto e Avalanche a Salerno, negli ultimi giorni di settembre del 1943 gli inglesi occuparono alcune città pugliesi, mentre sul versante tirrenico gli americani si portarono in Campania, fino ai territori di Agropoli ed Amalfi. In quel periodo migliaia di italiani, che dopo la resa si ritrovarono completamente isolati, perirono in Grecia in seguito all'operazione Achse che causò l'efferato eccidio di Cefalonia perpetrato dai nazisti per rappresaglia. Il 24 settembre venne giustiziato anche il comandante della Divisione "Acqui", il generale avezzanese Antonio Gandin.
In Italia i tedeschi si ripararono lungo la Linea del Volturno nelle aree interne più disagiate e difficili da raggiungere, anche a causa dei terreni resi paludosi dal maltempo, per i mezzi corazzati e le unità meccanizzate. Dopo le cosiddette "Quattro giornate di Napoli", il capoluogo partenopeo fu liberato il primo ottobre 1943 dall'esercito anglosassone, mentre il comandante statunitense della 5ª Armata Mark Clark puntò a raggiungere per primo la città di Roma, per una questione di prestigio che non apparve affatto secondaria. Sul versante adriatico infatti l'inglese Bernard Law Montgomery risalì velocemente lungo la costa da Bari a Termoli con lo scopo di raggiungere Pescara dove avrebbe deviato lungo la via Tiburtina Valeria, in direzione Avezzano, con la possibilità di aprire un varco su Roma.
In Molise però i tedeschi riparandosi nei pressi del Trigno riuscirono a sfiancare i nemici, segnando il territorio con lunghe e sanguinose battaglie. Anche nei pressi di Cassino l'avanzata alleata subì delle pesanti sconfitte contro le forze armate tedesche che sotto il comando supremo di Albert Kesselring e con il placet di Hitler furono rinforzate tanto da riorganizzarsi nel Gruppo d'armate C con il fermo intento di respingere i nemici a sud di Roma. Tuttavia nel dicembre del 1943 gli Alleati riuscirono a liberare prima Castel Frentano e, dopo una sanguinosa battaglia che le valse l'appellativo di "Stalingrado d'Italia", la città di Ortona.
In val di Sangro, lungo una linea di protezione interna che aveva il compito di spalleggiare l'avanzata sulla costa e alleggerire il fronte cassinese, gli Alleati dovettero arrendersi ad Orsogna dove i tedeschi recuperarono postazioni militari strategicamente efficaci per fiaccare i nemici. In quel periodo in alto Sangro avvenne l'eccidio di Pietransieri, rappresaglia tedesca contro la popolazione rea di proteggere le formazioni di resistenza partigiane. Anche intorno a Cassino gli americani subirono pesanti sconfitte lungo il fiume Garigliano e soprattutto intorno al Rapido nell'ex provincia di Terra di Lavoro. La riorganizzazione militare dei tedeschi costrinse gli Alleati a un nuovo piano: raggiungere Roma direttamente dal versante tirrenico. Così il 22 gennaio 1944 avvenne lo sbarco di Anzio che avviò l'operazione Shingle con i tedeschi che furono anticipatamente richiamati sul fronte di Cassino dove gli Alleati diedero l'idea di poter attraversare la valle del Liri e raggiungere Sora, Avezzano e subito dopo Roma. La rapida controffensiva tedesca se da una parte agevolò lo sbarco e l'avanzata americana lungo la costa tirrenica, dall'altra causò gravissime perdite e il controverso bombardamento dell'abbazia di Montecassino del 15 febbraio 1944 e successivamente delle città di Cassino e Venafro. Nonostante la devastazione gli americani non riuscirono a respingere le forze avversarie che anzi occuparono le rovine guadagnando altre postazioni privilegiate. Il 24 marzo 1944 si verificò l'eccidio delle Fosse Ardeatine, rappresaglia tedesca scaturita dall'attentato di via Rasella compiuto il giorno prima dai partigiani.
Solo con l'operazione Diadem, scattata a maggio tra la valle del Liri e la costa laziale le divisioni alleate riuscirono a liberare in sequenza Minturno, Castelforte e il monte Faito negli Aurunci, il monte Petrella, Ausonia ed Esperia, i monti Ausoni e Pontecorvo. Il 17 maggio, grazie al II Corpo polacco guidato dal generale Władysław Anders, fu liberata anche la città martire di Cassino, mentre sulla costa tirrenica gli Alleati avanzarono fino a Formia e subito dopo a Terracina. Kesselring fu costretto ad abbandonare la Linea Gustav (Winter Line) con la speranza di difendere Roma forte dei rinforzi tedeschi provenienti da Livorno. Occupata Velletri però gli Alleati trovarono nei Castelli Romani un varco aperto su Roma che fu liberata dagli americani tra il 4 e il 5 giugno 1944. Avezzano e Pescara furono liberate qualche giorno dopo, il 10 giugno, rispettivamente dalle divisioni militari neozelandesi e indiane.
Abbandonata anche la Linea Caesar, Albert Kesselring arretrò rapidamente prima sul lago di Bolsena e subito dopo lungo la Linea Albert, a nord del lago Trasimeno. Il centro Italia fu totalmente liberato, nei paesi e nelle città furono esposte le bandiere bianche dopo la ritirata nazista lungo la Linea Gotica. Nel maggio del 1945 tutta l'Italia settentrionale fu liberata. La Liberazione mise la parola fine al fascismo e all'omonima guerra che causò nel teatro italiano decine di migliaia di vittime.

## Descrizione degli eventi

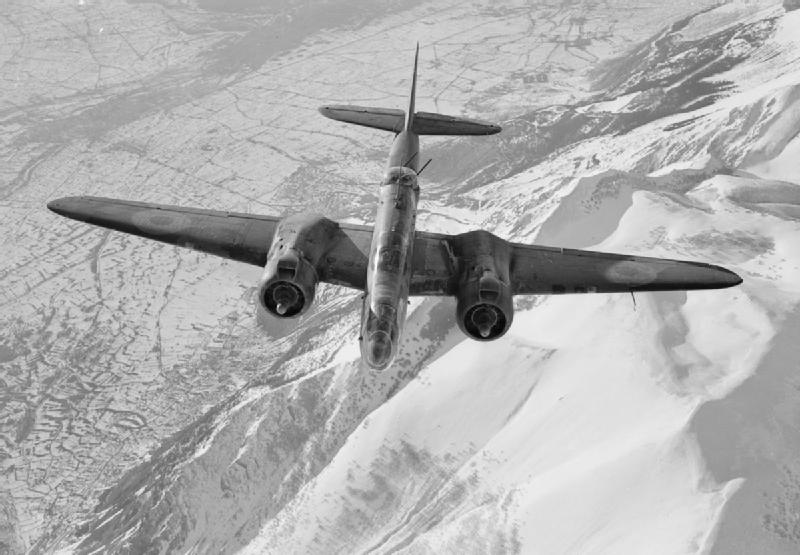
Un Martin Baltimore Mark IV of N.223 Squadron RAF che sorvola l'appennino abruzzese dopo il bombardamento della direttrice stradale Avezzano-Popoli

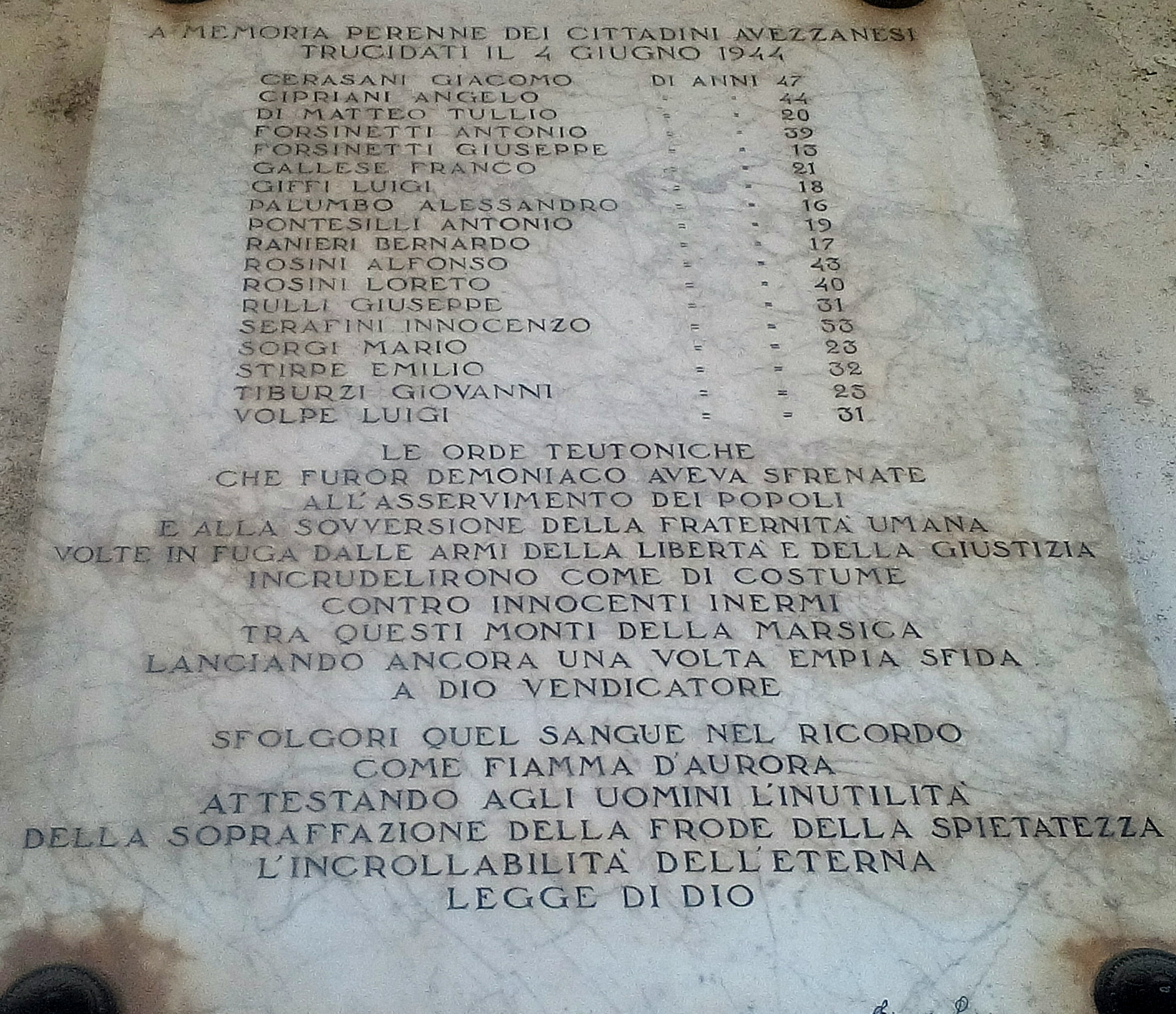
Lapide in memoria delle vittime avezzanesi dell'eccidio di Capistrello

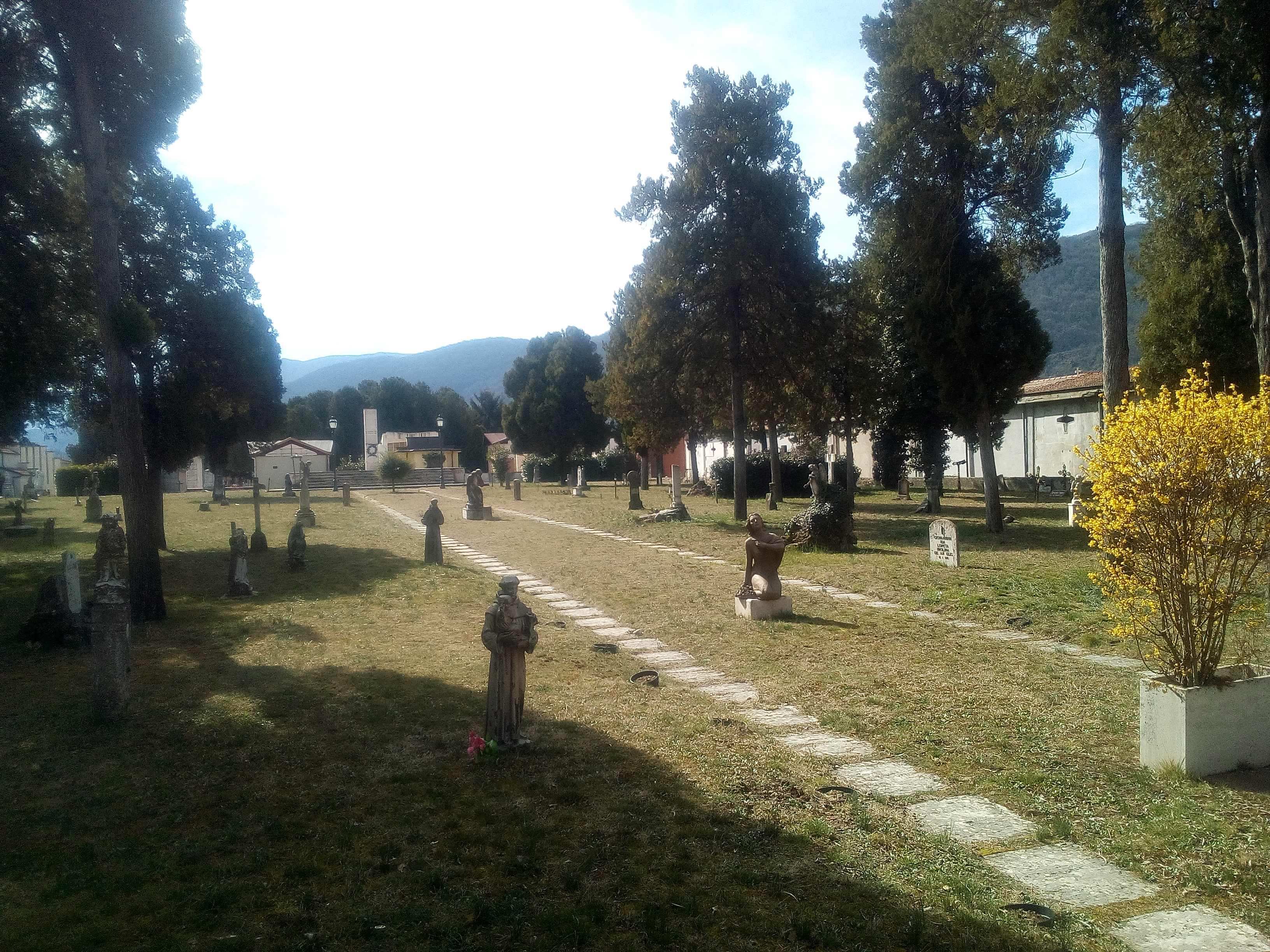
Area cimiteriale delle vittime del terremoto del 1915 e dei caduti dei bombardamenti del 1943-1944

Durante il presidio delle aree prossime alla Linea Gustav e alla Linea Caesar il feldmaresciallo Albert Kesselring stabilì uno dei quartier generali delle SS nel castello medievale di Albe, tornato a svolgere funzioni militari dopo oltre un secolo dall'eversione feudale. Ad Avezzano i tedeschi occuparono già dal 1942 il villino Cimarosa con il comando cittadino, mentre tramite la stazione ferroviaria effettuarono i necessari rifornimenti di armi e munizioni. Nel settore residuo del campo di concentramento della Grande guerra, riattivato nel corso del secondo conflitto mondiale, furono ospitati il 68º Battaglione e le truppe "Montecatini". La città fu anche luogo di internamento civile per profughi ebrei stranieri presenti in Italia; trattandosi di civili, in prevalenza di donne, non erano ospitati all'interno del campo o in un settore speciale del campo ma furono collocati a internamento libero in civili abitazioni nell'abitato. Tali internati furono 25, uno dei gruppi più numerosi nella provincia dell'Aquila.
Dopo l'armistizio di Cassibile i tedeschi iniziarono a requisire i prodotti orticoli del Fucino, il bestiame come bovini e cavalli e lo zucchero prodotto nell'opificio locale.
I primi bombardamenti aerei in Abruzzo si ebbero lungo i gangli ferroviari di Pescara e Sulmona, mentre Paterno e la periferia di Avezzano furono colpite il 15 settembre 1943 e da ulteriori quattro bombardamenti nel mese di novembre con l'obiettivo di far saltare alcuni convogli militari lungo la linea ferroviaria e i depositi di bombe. L'evento non fece registrare morti o feriti nel territorio ma provocò la distruzione di alcune abitazioni e il blocco delle derrate dal Fucino verso la capitale. All'Aquila, pesantemente colpita dagli aerei alleati l'8 dicembre 1943, si registrarono centinaia di vittime nei pressi della stazione ferroviaria, di una caserma militare e della Zecca dello Stato.
Le prime vittime dei bombardamenti nell'area di Avezzano si registrarono a dicembre, quando perirono sotto le bombe 10 civili, mentre i feriti furono una cinquantina. Il lutto segnò l'inizio dello sgombero della città e l'evacuazione di una buona parte della popolazione residente che non sentendosi più al sicuro, nonostante l'installazione già dal 1936 della sirena antiaerea sul tetto del palazzo municipale, scelse di ripararsi nelle grotte e nelle cavità dei monti circostanti e in alcuni centri montani ritenuti più isolati e quindi lontani rispetto ai gravi eventi bellici e dove era possibile reperire generi alimentari alla borsa nera e sigarette di contrabbando.
Tra i paesi in cui gli avezzanesi scelsero di trasferirsi durante la guerra ne figurano alcuni della valle Roveto, come Morrea dichiarata "territorio libero", mentre nell'area fucense Celano fu scelta come "sede ospedaliera", e poi San Pelino, Castelnuovo, Luco, la Vallelonga, il Cicolano, Villa San Sebastiano, Rosciolo dei Marsi e Sante Marie. In quest'ultimo centro per assurdo il 20 gennaio 1944 morirono sotto le bombe alleate, oltre ad una ventina di residenti, ben nove cittadini avezzanesi. Tre giorni dopo le bombe caddero su Roccacerro e lungo il passo del monte Bove compromettendo la possibilità di far giungere i rifornimenti ai tedeschi. 
Intanto dal campo di concentramento, ufficialmente chiuso dal 4 ottobre 1943, i prigionieri di guerra erano anch'essi fuggiti tra le montagne della Marsica, dove furono nascosti e aiutati dalla popolazione locale. In città invece altri violenti bombardamenti vennero effettuati dalle forze aeree alleate tra il 2 e il 23 gennaio; in tutto il mese furono ben 14 le incursioni che colpirono il territorio. Tre attacchi aerei si verificarono nel mese di marzo del 1944, il giorno 19 fu colpita la stazione ferroviaria con lo scalo merci; dalle rovine della città affiorò il cadavere del patriota Germano Naccarella, orrendamente sfigurato e crocifisso su tavole di legno. Un rapporto statunitense desecretato riporta di aerei del 321.mo Bomber Group che il 2 aprile 1944, dopo essersi innalzati dalla base aerea della Corsica e aver pesantemente bombardato la zona di Ficulle in Umbria, incrociarono pericolosamente tre velivoli tedeschi sui cieli di Avezzano prima di rientrare alla base. Il 16 aprile 1944 fu pesantemente bombardata la cittadina di Carsoli che in totale fece registrare 41 vittime; il 12 maggio 1944 toccò a Massa d'Albe, anche qui i morti furono 41.
Il 21 maggio la città finì nuovamente sotto le bombe, ma l'incursione aerea che causò il più alto numero di morti tra la popolazione civile avvenne nel giorno di Santa Rita, il 22 maggio 1944. Ventiquattro ore dopo ci fu l'ultimo sgancio di bombe sulla città martoriata.
Gli ultimi bombardamenti avvennero il 21 maggio tra le ore 21:30 e le 23:30; il 22 maggio tra le 6:30 e le 13:30; infine il 23 maggio tra le ore 10:20 e le 12:35. In particolare il 22 maggio centinaia di fortezze volanti causarono la morte immediata di circa 40 persone. Gli aerei sbucarono dal monte Salviano in direzione est, sganciando su tutta la città. Colpite anche le zone di Caruscino, dello zuccherificio e del contemporaneo nucleo industriale dove i tedeschi tenevano le postazioni dotate di batterie FlaK antiaeree che non furono mai azionate, probabilmente perché gli Alleati venivano prontamente informati sulla loro localizzazione dai paracadutisti del Royal Welch nascosti in montagna tra Luco dei Marsi, Trasacco e Collelongo. I nazisti, avendo avuto il sentore di un concreto rischio di accerchiamento, fuggirono la notte prima utilizzando le strade del Fucino ancora transitabili. Molti sfollati avezzanesi scapparono sulle montagne, alcuni perirono a causa dell'eccidio di Capistrello, una rappresaglia nazista avvenuta il 4 giugno 1944.
Durante la ritirata i nazisti effettuarono diversi rastrellamenti, furti e atti di violenza contro la popolazione civile. Avezzano fu liberata il 10 giugno 1944 dalla 2.nd New Zealand Army Division in risalita da Balsorano. Una bomba inesplosa, nascosta dai tedeschi in fuga sotto il ponte del fiume Giovenco tra Bisegna e Gioia dei Marsi, causò nel 1946 la morte di sette giovani e il ferimento di altri operai intenti a ripristinare la viabilità nell'area della Marsica orientale.

## Le conseguenze
Furono totalmente 93 i bombardamenti che colpirono il territorio nel periodo compreso tra la fine del 1943 e il mese di maggio del 1944, compresa Paterno all'epoca frazione di Celano. 
In totale ad Avezzano si registrarono 85 bombardamenti aerei effettuati perlopiù dalle fortezze volanti statunitensi di 12.ma e 15.ma Air Force, 57.mo Bomb Wing, 97.mo e 340.mo Bomber Group con 1.722 incursori per un gettito totale di 3.884 bombe di grosse e medie dimensioni. Gli spezzoni incendiari e altri ordigni furono in totale 551, i mitragliamenti aerei furono invece 42.
Il totale delle vittime civili fu di 94 unità, oltre ai nove cittadini avezzanesi caduti a Sante Marie il 20 gennaio 1944. I feriti furono complessivamente 504. Il maggior numero di vittime civili, circa 40, si ebbe con i 23 bombardamenti delle oltre 400 fortezze volanti alleate il 22 maggio 1944; i velivoli furono circa 750 il giorno successivo. Ciò nonostante l'evacuazione di una buona parte della popolazione rifugiatasi in alcuni luoghi ritenuti più sicuri come l'Incile o, tra le montagne marsicane, nei cunicoli di Claudio, nella grotta di Ciccio Felice, nelle cavità del monte Salviano o dei Tre Monti tra Paterno e San Pelino.
Andarono completamente distrutte una chiesa (quattro subirono gravi danni), tre scuole (altre sei furono gravemente danneggiate e successivamente demolite per questioni di sicurezza), la stazione ferroviaria e lo scalo merci, due fabbriche (quindici attività industriali e commerciali furono devastate, tra cui lo zuccherificio e la filiale della banca del Fucino). Subirono danni gravissimi il castello Orsini-Colonna, piazza Torlonia, il nuovo palazzo municipale, il tribunale e il campo di concentramento. La cattedrale subì tra il 22 e il 23 marzo 1944 lo sfondamento di una parte del tetto e danni al campanile. In totale 350 abitazioni ed edifici furono rasi al suolo, 1.964 subirono danni di grave entità.
La distruzione del patrimonio architettonico, ricostruito appena 29 anni dopo il terremoto della Marsica del 1915, superò il 70%. Vennero calcolati danneggiamenti per 784.770.000 lire. Questo bastò a classificare la città "coventrizzata" tra quelle danneggiate di prima categoria. Secondo alcune fonti Avezzano risultò essere tra le prime città italiane per la gravità dei danni causati dai bombardamenti aerei alleati. La ricostruzione di Avezzano fu avviata anche grazie ai fondi, circa 60 milioni, messi a disposizione dal Piano Marshall.
Il 31 dicembre 1961 al comune di Avezzano fu concessa ufficialmente la medaglia d'argento al merito civile conferita da Giovanni Gronchi con decreto del presidente della Repubblica.